# Pokoli paradicsom
A Pokoli paradicsom (eredeti cím: Urge) 2016-ban bemutatott amerikai thriller, melyet Aaron Kaufman rendezett és Jerry Stahl írt. A főszereplők Justin Chatwin, Ashley Greene, Alexis Knapp, Bar Paly, Chris Geere, Nick Thune, Kea Ho, Danny Masterson és Pierce Brosnan.
2016. június 3-án jelentette meg a Lionsgate Premiere korlátozott kiadásban DVD-n. A filmet Magyarországon 2020. május végén adták ki szinkronizálva.
A film forgatása 2014. október 6-án kezdődött és 2014. november 14-én fejeződött be.

## Cselekmény
A hétvégi kiruccanás veszélyes fordulatot vesz, amikor egy titokzatos éjszakai klub tulajdonosa (Pierce Brosnan) bemutat egy új dizájnerdrogot egy baráti társaságnak. Feloldva a gátlásaikat, elkezdenek élni a legvadabb fantáziáikban – de amint a szórakoztató buli elkezdődik, ugyanakkor gyorsan halálos is lesz, mivel az egész paradicsom bolondokházává válik.

## Szereplők
| Szerep         | Színész         | Magyar hang        |
| -------------- | --------------- | ------------------ |
| Idegen         | Pierce Brosnan  | Kautzky Armand     |
| Theresa        | Ashley Greene   | Kisfalvi Krisztina |
| Jason Brettner | Justin Chatwin  | Czető Roland       |
| Joey           | Alexis Knapp    | Gyöngy Zsuzsa      |
| Neal           | Danny Masterson | Szatmári Attila    |
| Xiomara        | Kea Ho          |                    |
| Denise         | Bar Paly        | Solecki Janka      |
| Vick           | Chris Geere     | Moser Károly       |
| Danny          | Nick Thune      | Rada Bálint        |
| Gerald         | Jeff Fahey      |                    |
| Anya           | Alison Lohman   |                    |

### Magyar változat
- Magyar szöveg: Kiss Barnabás
- Hangmérnök Bán Péter
- Vágó: Kozma Judit
- Gyártásvezető: Mázsár Gyula
- Szinkronrendező: Kozma Mari

A szinkront a Mikroszinkron készítette el.

## Megjelenés
A Lionsgate Premiere 2016. június 3-án korlátozott formátumú kiadásban adta ki a filmet. A film Blu-ray-en és DVD-n 2016. szeptember 6-án jelent meg.